# Climat semi-continental
 (octobre 2016).
Si vous disposez d'ouvrages ou d'articles de référence ou si vous connaissez des sites web de qualité traitant du thème abordé ici, merci de compléter l'article en donnant les références utiles à sa vérifiabilité et en les liant à la section « Notes et références ».
Le climat semi-continental (Köppen: Cfb; Troll et Paffen: III3) est un climat maritime très dégradé avec une différence plus prononcée entre l'hiver et l'été. Les étés sont chauds mais la température moyenne du mois le plus chaud doit être inférieure à +22 °C. Les hivers ont un grand nombre de jours de neige ou de gel et la température moyenne du mois le plus froid doit être comprise entre −3 °C et +2 °C, selon la classification de Troll et Paffen, qui définit le climat semi-continental comme un climat à part entière appelé « Subozeanische Klimate » en Allemand.
Il est ainsi plus proche du climat continental que du climat océanique. En France, il se situe à l'est du climat océanique dégradé.
Il peut se retrouver partout dans le monde aux latitudes moyennes si les isothermes sont bien respectés. En France, le climat est semi-continental dans le quart nord-est du pays (Grand Est, Bourgogne-Franche-Comté, etc.) ainsi que dans les vallées auvergnates et rhônalpines. Ce climat se caractérise également par de faibles précipitations en hiver, principalement sous forme de neige mais en contrepartie par des étés arrosés en raison des fortes pluies associées aux orages fréquents durant cette saison, toutefois, selon l'influence océanique, le relief et la latitude, se rapport peut s'inverser, ainsi dans les stations météo vosgiennes, c'est l'hiver qui est nettement plus arrosé que l'été en raison d'une latitude elevée qui permet le passage de plein fouet des dépressions hivernales associé au relief qui double la quantité de ces précipitations. 
A mesure que le réchauffement climatique augmente les températures globales, ce type de climat semble évoluer selon les contextes vers un climat subtropical humide ou méditerranéen. 

## Classification de Köppen
Selon la classification de Köppen, le climat semi-continental partage le même code que le climat océanique, le code Cfb. Ce code signifie : climat tempéré (C), sans saison sèche (f), avec été tempéré (b).
Ce climat se rattache au climat océanique dans la mesure où le mois le plus froid n'a pas de température moyenne inférieure ou égale à −3 °C et le mois le plus chaud n'a pas de température moyenne supérieure ou égale à 22 °C selon Köppen.
En dessous de −3 °C pour le mois le plus froid, le climat devient réellement continental (Dfb) et au-dessus de 22 °C pour le mois le plus chaud, le climat devient soit subtropical humide (Cfa) s'il n'y a pas de saison sèche, soit méditerranéen (Csa) si l'été est sec, la deuxième lettre (s) désignant la présence d'un été sec, la troisième lettre (a) démontrant que les 22 °C ont été franchis pour le mois le plus chaud (donc été chaud et non doux).
Certaines villes au climat continental (Chicago, Montréal, Pékin, Volgograd…) ont à la fois un mois le plus froid inférieur à −3 °C et un mois le plus chaud supérieur à 22 °C, on parle alors d'un climat continental à été chaud, logiquement codé Dfa mais d'autres variantes existent (Dsa, Dwa) selon le régime pluviométrique.
Cependant, le seuil du climat continental a été réévalué pour le mois le plus froid. On peut alors considérer que le climat est continental quand le mois le plus froid a une température moyenne de 0 °C ou moins. Ainsi, certaines communes de l'est de la France parviennent à être entre 0 °C et −3 °C et ont par conséquent un climat continental mais ces communes ne sont généralement pas en plaine (Chamonix, Mouthe…). L'essentiel des villes de l'est de la France qui ont un climat semi-continental ont une température moyenne comprise entre −3 °C et +2 °C pour le mois le plus froid et +19 à +22 °C pour le mois le plus chaud.